# Марина Орсаг
Марина Орсаг (Загреб, 3. јануар 1979) хрватска је стендап комичарка.

## Биографија
Средњу економску школу је завршила у Загребу након чега путује у Њујорк где се упознаје са стендап комедијом. Своју каријеру започела је 2004. године, док је први јавни наступ имала 29. априла 2005. године у броду „Папилон” на Сави. У новембру 2006. покренула је властити пројекат „Вечери отвореног микрофона” понедељком под називом „I hate Mondays”. Била је део комичарске групе „Све пет”. Директорка је загребачког клуба комедије „Студио смијеха” отвореног 2011. године. Покренула је фестивал „Револуција балканске свијести” који окупља комичаре из целе регије и пројекте „Кај бре” који разбија предрасуде односа између Хрватске и Србије, „Laugh out proud” за разбијање хомофобије, „Фем фронтал” и „Смјехотрес”. Учествовала је у хрватским верзијама ријалити шоу емисија Велики брат 2008. године, где је освојила друго место, и Твоје лице звучи познато 2020. године. Године 2021. снимила је песму под називом „Ниједна друга” за коју је сама написала текст мотивисана новом љубављу.

## Награде
- - најбоља комичарка (2013)
- ЛЕНТ фестивал - прва награда публике (2014)[6]
- Џоукнејшн (Jokenation) такмичење за Континенталну Европу и Русију - прво место (2015)[7]
- Европски херој хумора (2018)[8]